# Carduelis carduelis
El jilguero europeo, jilguero común, golorito o cardelina (Carduelis carduelis) es una especie de ave paseriforme de la familia de los fringílidos que habita en el Paleártico occidental, tanto en Europa como en el Norte de África y parte de Asia Occidental. En España había en 2003 alrededor de 2,8 millones de ejemplares. Es un ave granívora, que se alimenta de semillas de girasol, trigo, algunos insectos en la estación de cría y sobre todo de las semillas de los cardos. Desde tiempos antiguos es criado en cautividad debido a su alegre canto, el cual está compuesto por trinos que para algunos autores son parecidos a los de los canarios. Se le conocen dos códigos de canto a nivel de concurso en España, el canto limpio y el canto campero: de entre todas sus subespecies, el parva es el mejor dotado para el canto, según la gran mayoría de aficionados al canto del jilguero.

## Descripción

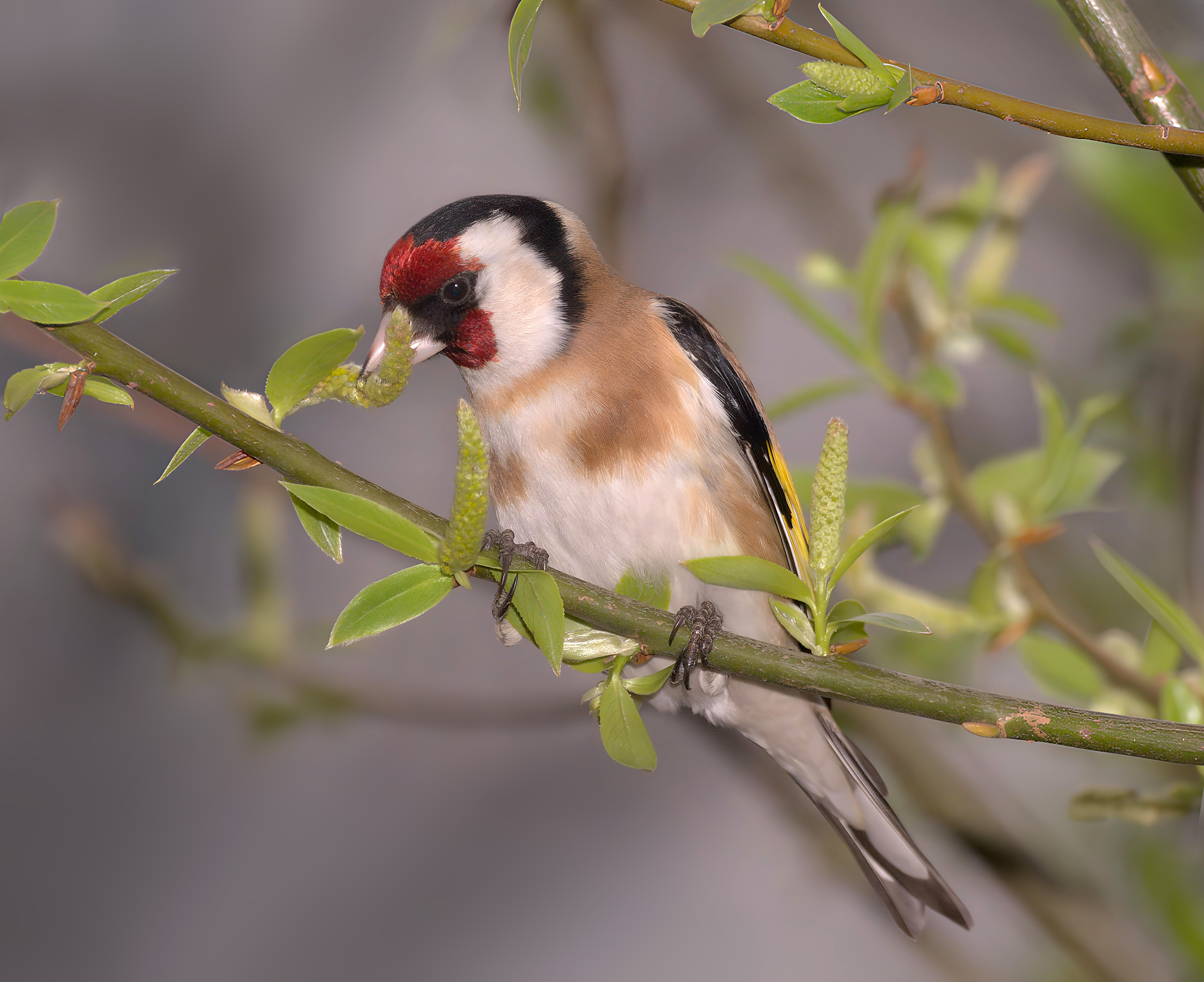
Carduelis carduelis

Presenta una longitud de 11-13,5 cm, una envergadura de 21-25,5 cm, un peso de 14-19 g y una longevidad de siete a diez años (en cautividad) El jilguero europeo presenta una cabeza tricolor con máscara facial roja y alas negras con franja amarilla.
El plumaje adulto se caracteriza por una cabeza muy distintiva y conspicua, con aspecto tricolor, máscara facial roja, y dibujo cefálico blanco y negro. El pico es típico y adaptado a su alimentación. Cónico, esbelto, afilado, de color pálido. Por otra parte, el cuerpo en la parte anterior es blanquecino, bordeado de ocre, mientras que la parte posterior marronácea. El ala muy distintiva y conspicua, tanto con el ave posada, como en vuelo. Negra, con ancha franja alar amarilla; manchas blancas en la punta de las rémiges de tamaño variable, en función del desgaste. La cola es negra, escotada, presentando rectrices con puntas blancas.
El plumaje juvenil presentan alas idénticas a los adultos, una cabeza y cuerpo gris pardo uniforme y jaspeado. Adquiere el típico dibujo cefálico tricolor tras la primera muda parcial en otoño. Existen también plumajes intermedios, los cuales son indistinguibles del adulto excepto con el ave en mano, en cuyo caso, dependiendo de la época y el ciclo de muda, se aprecia por rémiges, cobertoras alares y rectrices.
El macho y la hembra son muy parecidos, apenas existe dimorfismo sexual. Con el ave en la mano, o bien en condiciones de observación muy favorables, el macho presenta mayor cantidad de rojo en la cara, y plumillas nasales generalmente más oscuras. La variación estacional es inexistente, no obstante, el desgaste progresivo del plumaje, reduce (e incluso elimina) las puntas blancas de rémiges y rectrices, recuperándolas tras la muda completa posnupcial.
Debido a su cabeza tricolor, y a su conspicua coloración alar, resulta inconfundible con otras especies. Los ejemplares juveniles pueden inducir a cierta confusión con hembras e inmaduros de otros fringílidos marronáceos, pero solo en caso de que la observación no incluya el ala.
Los ciclos de muda en juveniles es parcial durante el verano, mientras que en adultos la muda es completa también durante el verano.

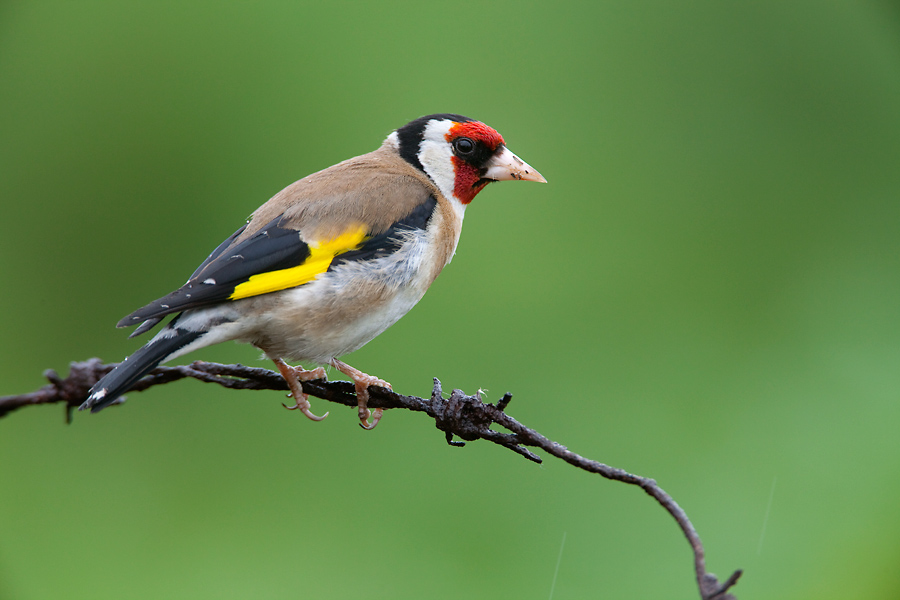
Jilguero (plumaje de adulto)
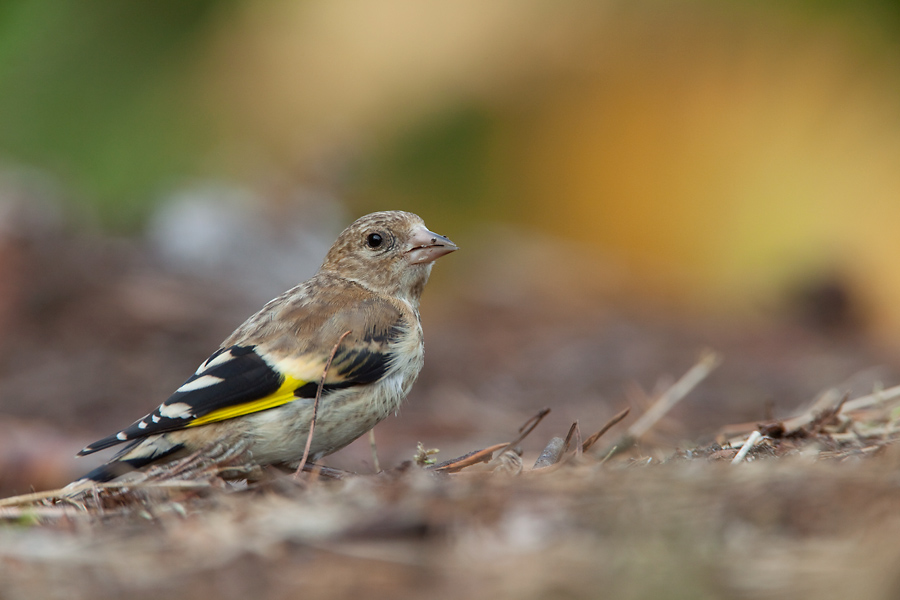
Jilguero (plumaje de juvenil)

## Distribución y hábitat

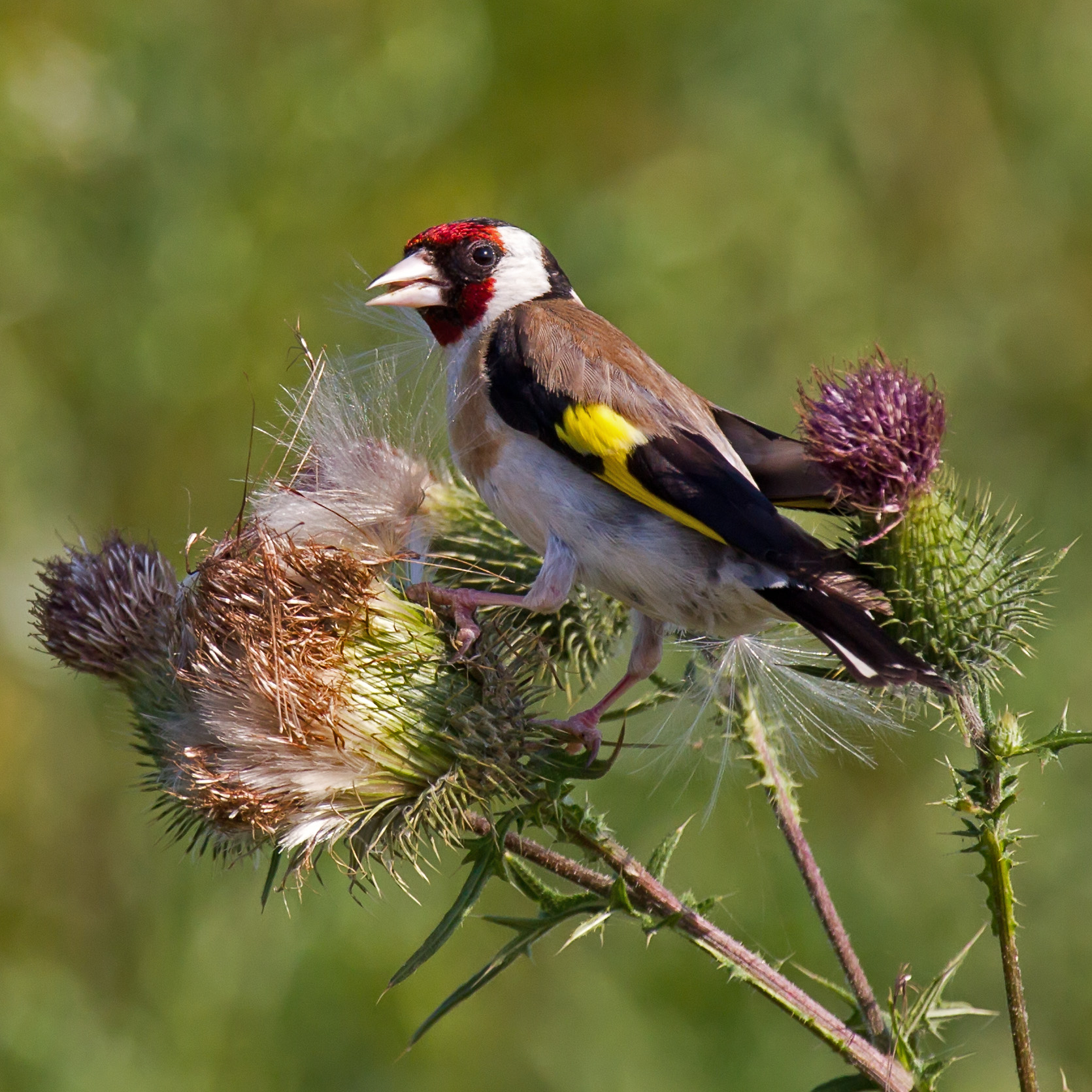
Alimentándose de semillas de cardos

El jilguero europeo se distribuye a lo largo del paleártico occidental. Suele habitar lindes de bosques, sotos, campiñas, zonas agrícolas, parques, jardines, huertos, frutaledas y, en general cualquier zona herbácea, en especial si existe abundancia de cardos (alimento predilecto de la especie); la clave es presencia mínima de arbolado. Cría sin dificultades en pueblos y ciudades.
Muestra predilección por ambientes calurosos, siendo menos frecuente observarlo a medida que aumenta la altitud. Ha sido citado en los Alpes suizos a 2400 m s. n. m.; en los Pirineos catalanes a 2000 m s. n. m., y en Sierra Nevada a 1850 m s. n. m.
Su predilección por las plantas ruderales, especialmente cardos y centaureas, explica las altas abundancias de jilgueros en vegas y olivares, hábitats que aportan árboles para emplazar el nido, y terrenos despejados donde buscar semillas.
En migración resulta ubicuo. En invierno también frecuenta yermos y otras zonas abiertas aunque no estén arboladas.

## Comportamiento

### Reproducción

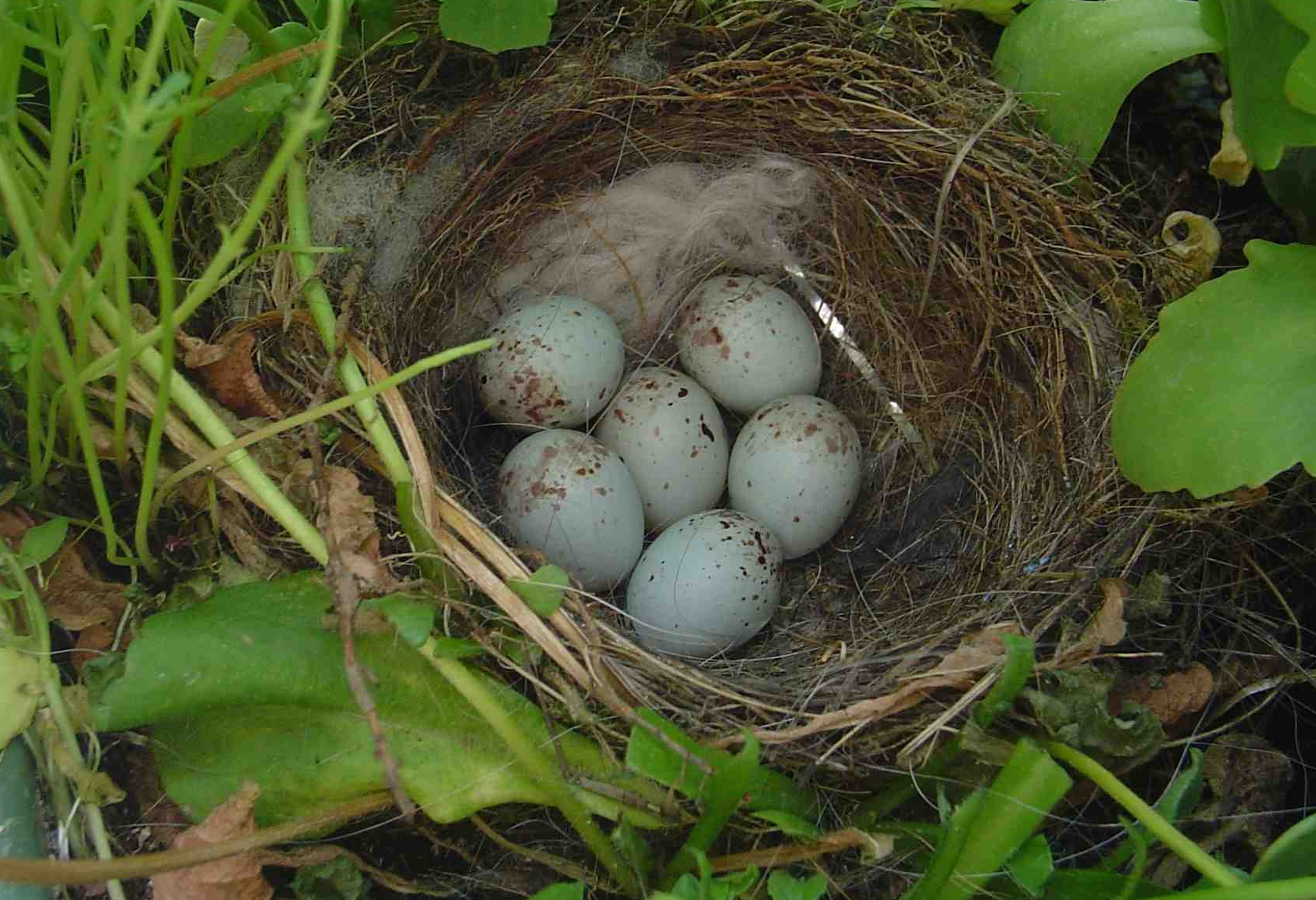
Nido

Normalmente suelen criar dos veces durante un año. La primera puesta comienza a mediados de marzo o principio de abril. La segunda puesta se realiza a continuación de la primera. Raramente se producen tres puestas.
La puesta consta de cinco o seis huevos de color blanco con finas motas rojizas. La incubación dura entre doce y trece días, período en el que con frecuencia el macho alimenta a su pareja en el nido. El nido, construido casi exclusivamente por la hembra, tiene forma de copa y se instala en las horquillas de las ramas más altas de algunos árboles o arbustos.
Los polluelos, que son nidícolas, abandonan el nido y se independizan de los padres a los quince días aproximadamente, alcanzan el plumaje definitivo tras la muda otoñal.

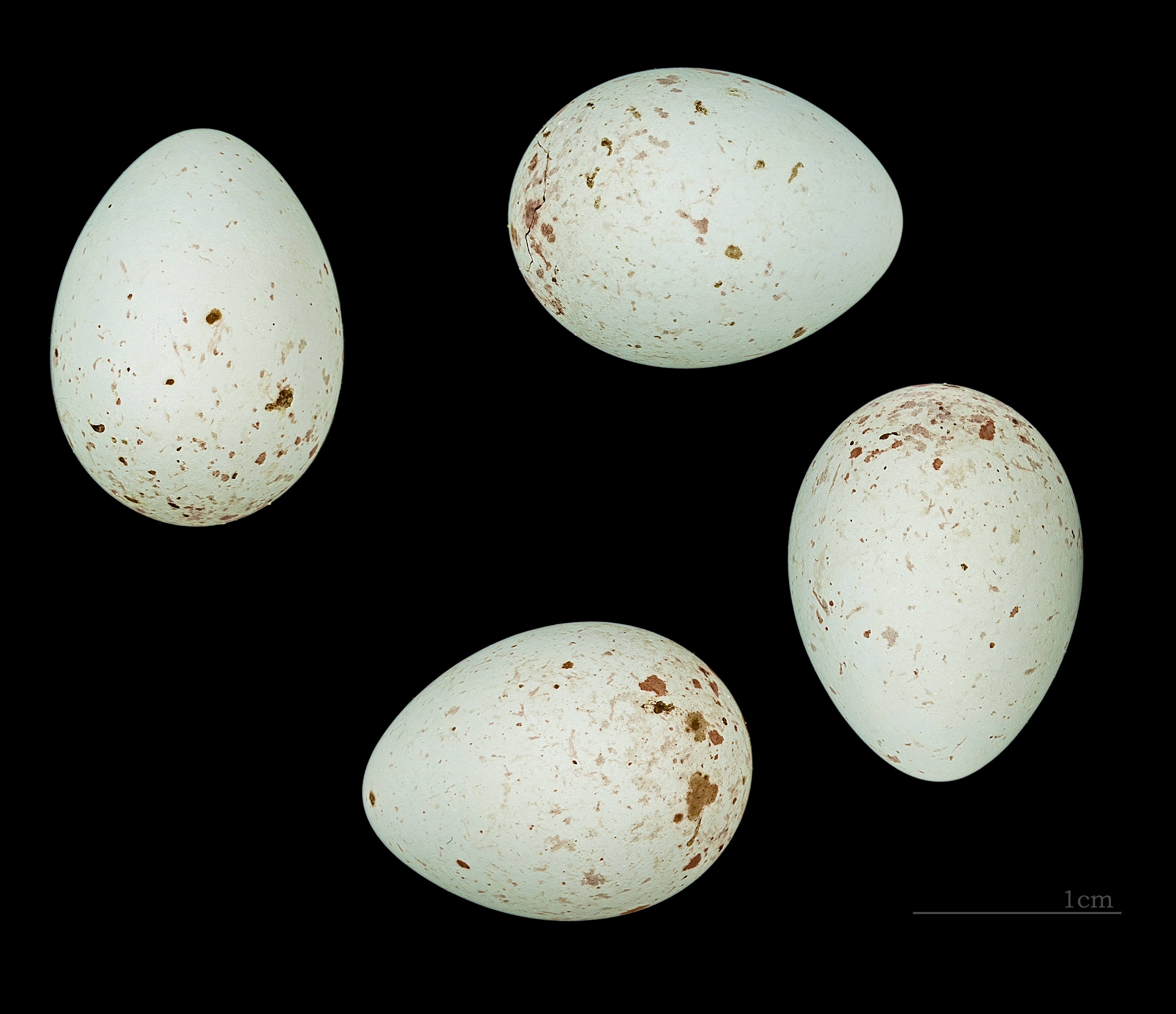
Huevos de Carduelis carduelis carduelis
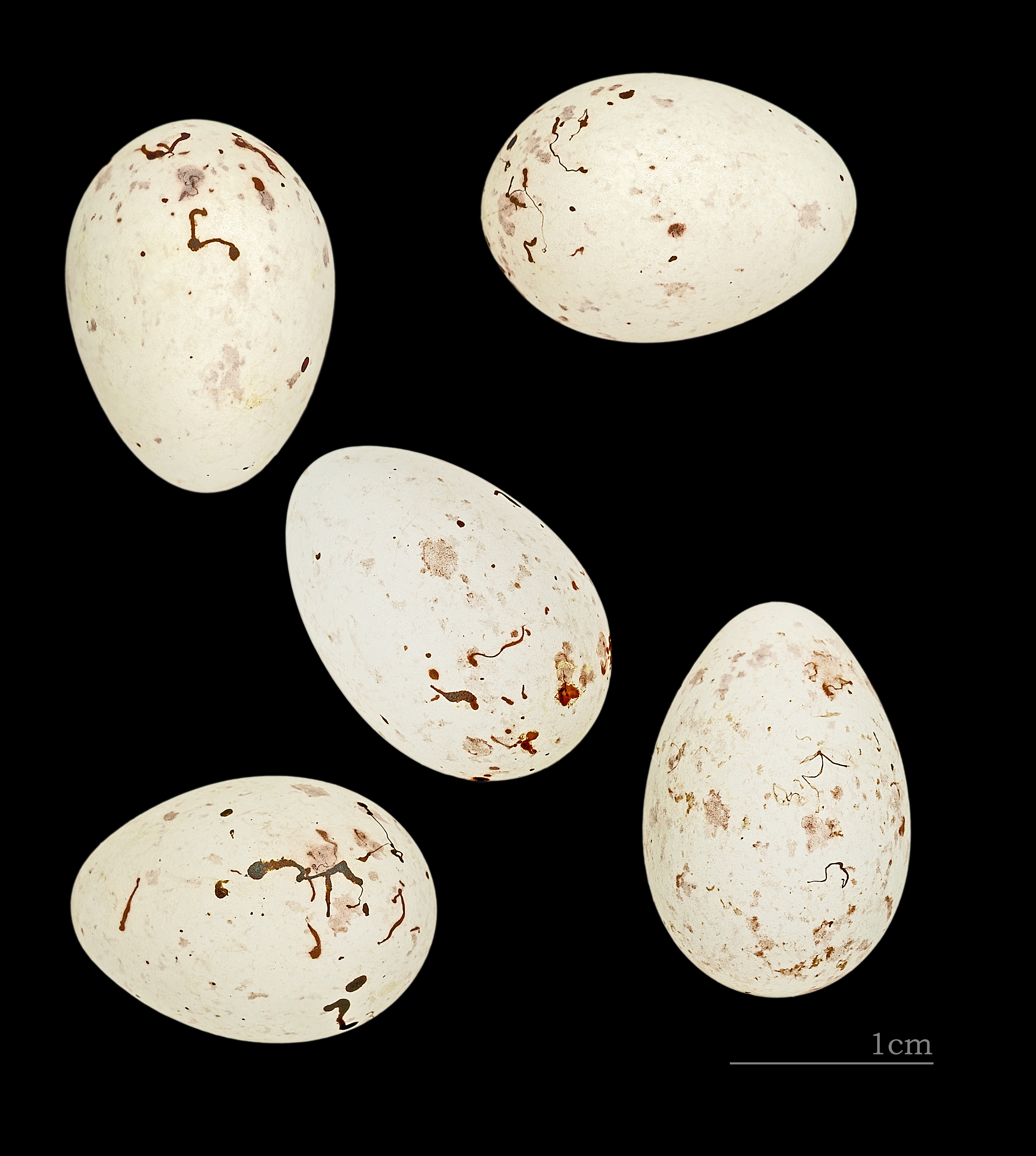
Huevos de Carduelis carduelis parva

### Migración
El jilguero europeo se comporta como parcialmente migrador. Las poblaciones norteñas migran al sur; los cuarteles de invierno se sitúan en la zona mediterránea. Las poblaciones meridionales pueden ser sedentarias, errantes, e incluso migradoras hacia el norte de África. La migración es diurna, en grupos más o menos numerosos. El paso migratorio es prolongado; el grueso de la migración otoñal se produce entre septiembre y noviembre; el de la primavera se produce entre febrero y mayo.
En regiones como España se considera un migrador parcial, recibiendo invernantes procedentes de Centroeuropa; el paso otoñal se produce sobre todo en octubre y noviembre, y la vuelta transcurre entre marzo y mayo.
Los individuos ibéricos parecen abandonar mayoritariamente muchas de sus localidades de cría para desplazarse al norte de África, dando lugar a una espectacular concentración otoñal en el estrecho de Gibraltar, donde resulta ser el fringílido más abundante en migración al unirse con migradores más norteños; en este sentido se han citado altísimas densidades al sur de Cádiz del orden de sesenta y cinco aves por cada diez hectáreas.

## Taxonomía y sistemática

### Subespecies

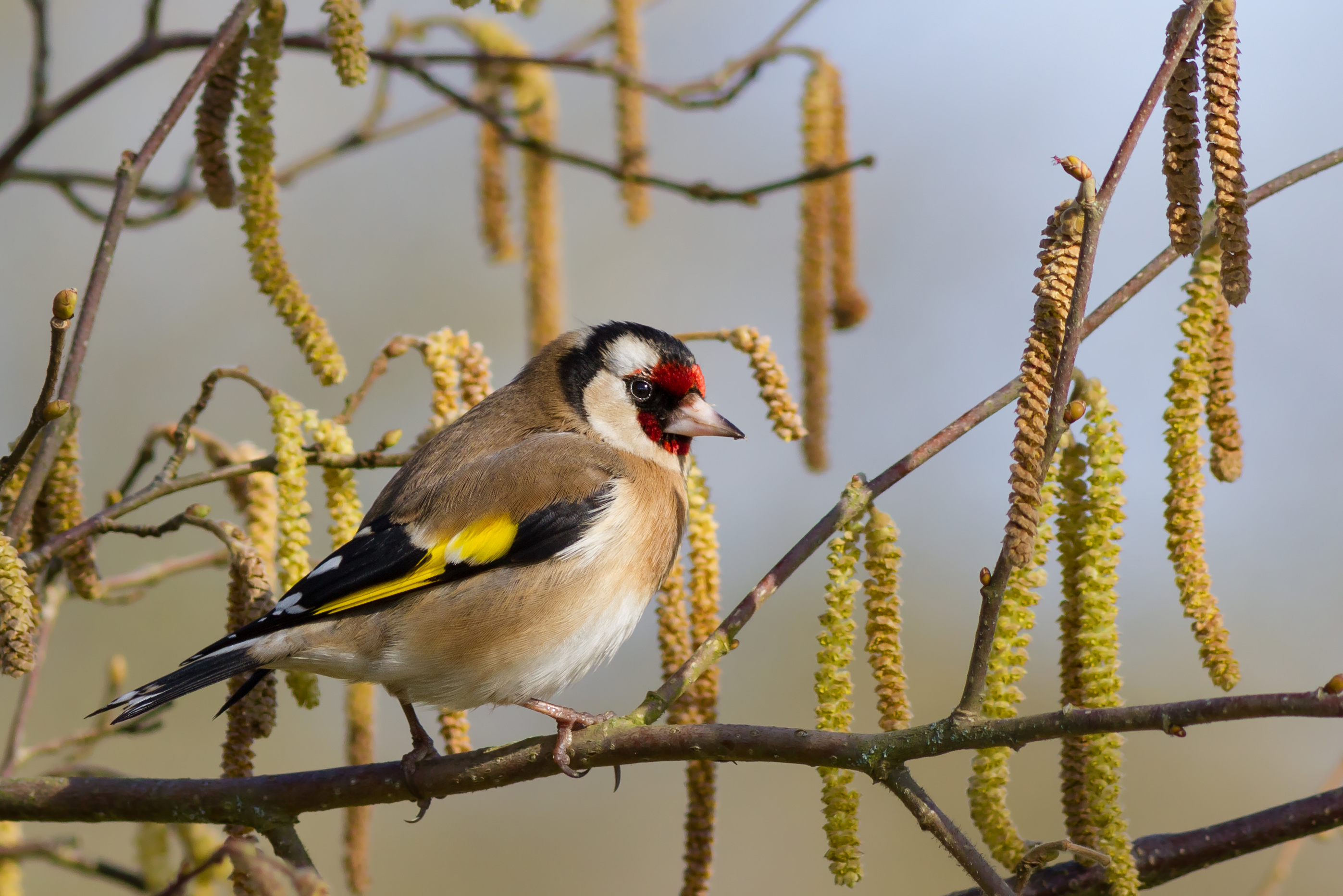
C. c. carduelis en Tarn, Francia

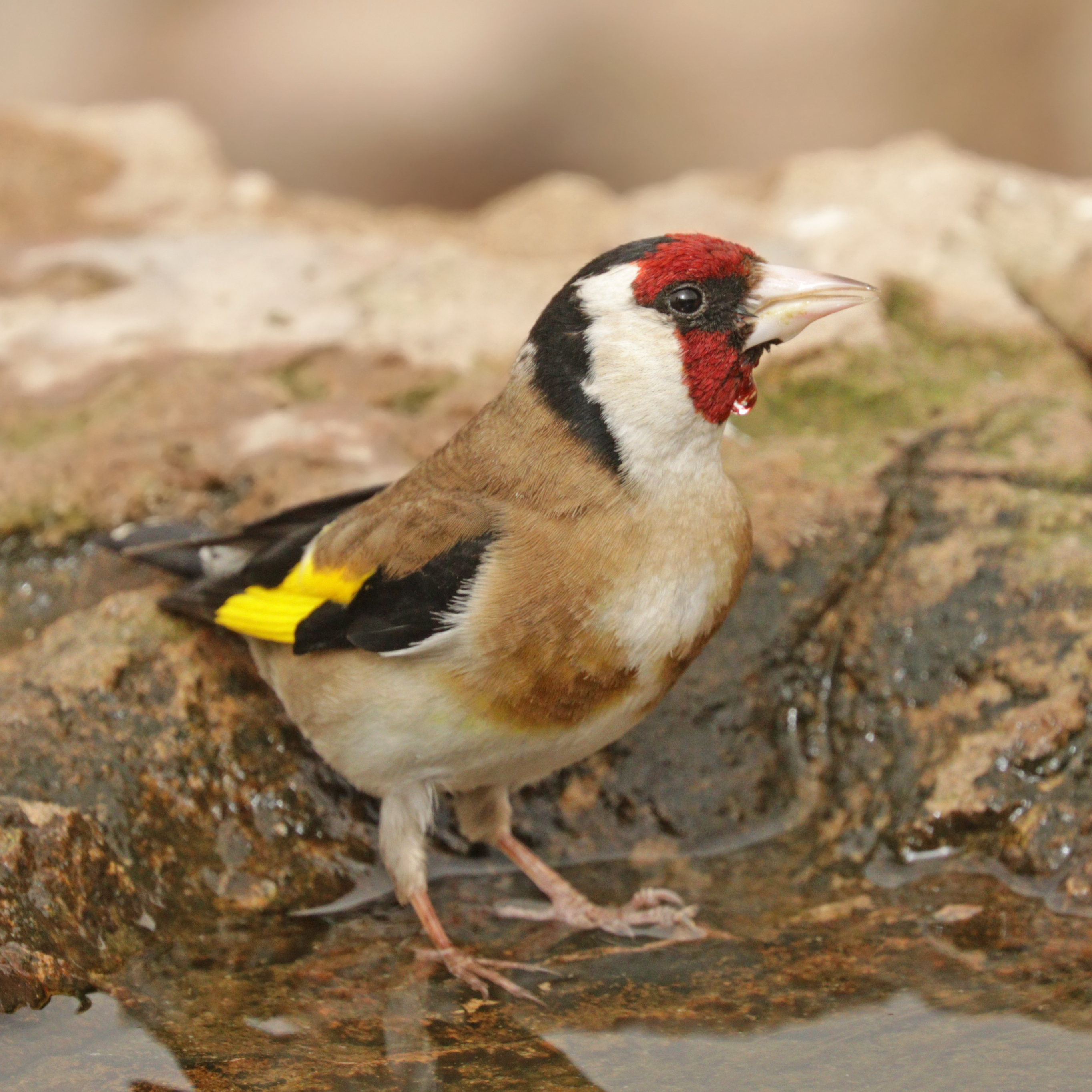
C. c. parva, Marruecos

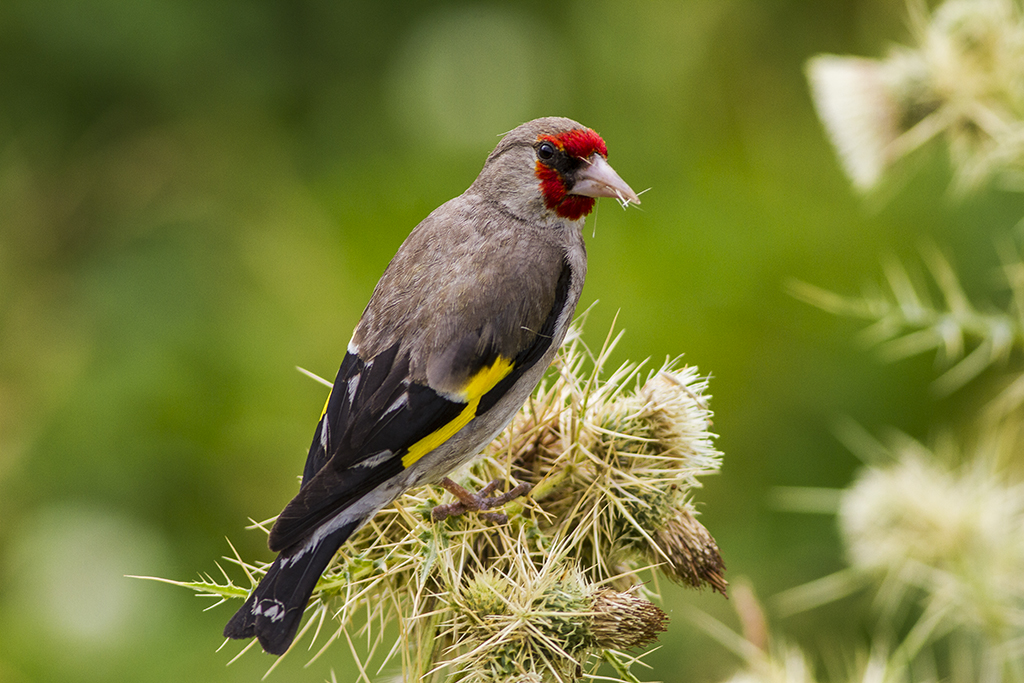
Macho de C. c. caniceps, en la India

La especie está dividida en dos grupos mayores (carduelis y caniceps) y cada grupo contempla varias razas, solapándose su distribución en las zonas limítrofes.
- Grupo C. c. carduelis.
  - Carduelis carduelis balcanica. Se distribuye en el centro sur de la ex Yugoslavia, en el sur de Rumania hasta el lado europeo de Turquía y en Creta. Se distingue por ser más clara en general.[5]
  - Carduelis carduelis brevirostris. Turquía e Irán.
  - Carduelis carduelis britannica. Se distribuye en Reino Unido, Irlanda, oeste y norte de Francia, las zonas costeras de Bélgica y los Países Bajos. Se diferencia por presentar las zonas melánicas más oscuras y la máscara más clara.[5]
  - Carduelis carduelis carduelis. Mayoría de Europa continental y Escandinavia.
  - Carduelis carduelis loudoni. Se distribuye por el norte de Irán, y desde Azerbaiyán hasta el este de Turquía. Se distingue por su pico más corto y rechoncho, las áreas marrones más oscuras y extensas, y la máscara de un rojo más oscuro.[5]
  - Carduelis carduelis major o frigoris. Se distribuye por el oeste de Siberia, al este y al sur del río Yeniséi, al oeste del Macizo de Altái, en el norte de Kazajistán y al sureste del área europea de Rusia. Se distingue por su mayor tamaño, sus áreas blancas más puras y sus tonos marrones más claros.[5]
  - Carduelis carduelis niediecki. Se distribuye por las islas griegas, Asia menor, el norte de Irak, el suroeste de Irán, del norte al sur del Cáucaso, Egipto y Chipre. Se diferencia por ser grisácea y tener un marrón más claro. En el macho se distingue mejor el color amarillo.[5]
  - Carduelis carduelis parva. Se distribuye en las islas atlánticas macaronésicas (Madeira, Canarias, Azores), España, sur de Francia[6] y noroeste de África. Se diferencia por la mayor oscuridad de sus zonas marrones y una leve infiltración marrón en las zonas blancas.[5]
  - Carduelis carduelis tschusii. Se distribuye en Córcega, Cerdeña, Elba y Sicilia. Se diferencia por ser más pequeña, con un pico más pequeño, y con una infiltración marrón más difusa e intensa, tiñendo las zonas claras.[5]
- Grupo C. c. caniceps.
  - Carduelis carduelis caniceps o «jilguero del Himalaya». Se distribuye por el oeste de Pakistán y por el norte del Himalaya hasta Nepal.
  - Carduelis carduelis paropanisi. Se distribuye por el este de Irán, el noreste de Afganistán, y por el este hasta Uzbekistán, Tien Shan y Kazajistán. Tiene el pico más largo, la máscara más pequeña y los tonos grises con menos manchas negras.
  - Carduelis carduelis subulata. Se distribuye por el centro y sur de Siberia, el centro sur de Altái y por Mongolia hasta el lago Baikal. Se distingue por su mayor tamaño, sus tonos grises más claros, y la presencia de manchas negras en los costados.[5]

El grupo caniceps se ha propuesto como especie diferente.[¿quién?]
Linneo clasificó la especie como Fringilla carduelis.

### Genética
Genéticamente se ha definido la especie parental existente del jilguero común (Carduelis carduelis). Es el Carduelis citrinella el que probablemente dio lugar a estos jilgueros comunes eurasiáticos en las islas del Mediterráneo, en la llamada Crisis Mesiniense, cuando el mar Mediterráneo se encontraba casi seco y era un conjunto de charcos salinos de mayor o menor profundidad.

## Artes
Antonio Vivaldi compuso un concierto para flauta subtitulado Il Gardellino (el Jilguero) RV 428 (Op. 10 n ° 3), en el que el solista imita repetidamente su canto.